# Hans Werner Berretz
Hans Werner Berretz (Künstlername: Ha Webe, HaWeBe; * 26. Juli 1951 in Würselen) ist ein zeitgenössischer Maler und Bildhauer.

## Leben und künstlerisches Schaffen

### Biografie
Hans Werner Berretz wurde 1951 in Würselen geboren. Er studierte Textildesign und Betriebswirtschaft in Aachen und Köln. 1986 gründete er die internationale Künstlergruppe AVANTIERE. Mehrfach hielt er Gastvorlesungen an der Universität Köln.

### Werk
Die Arbeiten von Hans Werner Berretz sind poetisch, malerisch und vorwiegend abstrakt. Sie erscheinen in ausdrucksstarken Farben und Farbverläufen. Gegenständliches wird oft in Form einer gewissen Zeichenhaftigkeit collageartig integriert. Ähnlich wie bei musikalischen Kompositionen entziehen die Arbeiten sich einer klaren, logischen Definition. Hans Werner Berretz ist in seiner Malerei neben Künstlern wie Paul Klee und Emil Schumacher, beeinflusst von zeitgenössischer Lyrik, speziell Ingeborg Bachmann und Paul Celan. So ziehen sich Celans Gedichte Huhediblu, Die Todesfuge, u. a., seit 1992 durch sein Werk. Sprache und Zeichnung – Klang und Farbe; Musikalische Anspielungen führen zu einer Systemik von Bildgestaltungen, welche oft zu einer mehrschichtigen, polyphonen Oberflächengestaltung führen.
Er, selbst auch Musiker (Kontrabass), verschmilzt musikalische Empfindungen und Entstehungsbausteine musikalischer Schöpfungen (Notenskizzen, Partituren usw.) mit der Malerei. So entstehen Titel wie der Bilderzyklus Verblühtes Geräusch und Klang der Bilder.
Umgekehrt widmen ihm Künstler aus anderen Genres eigene Kompositionen so z. B. die Musikkompositionen von Bernd Hänschke, analog Verblühtes Geräusch betitelt und Violeta Dinescus Streichquartett zu Berretz' Reihe die Todesfuge nach dem gleichnamigen Gedicht von Paul Celan.
Regelmäßig kam es zur Zusammenarbeit mit zeitgenössischen Klassischen Musikern und Komponisten wie beispielsweise Kurt Masur, Karlheinz Stockhausen, Violeta Dinescu, Bernd Hänschke, Michael Denhoff.
Ein weiterer Schwerpunkt der künstlerischen Arbeit von Ha WeBe ist die Auseinandersetzung mit dem Holocaust.

### Zitat
Der Komponist Michael Denhoff zu den Bildern von Hans Werner Berretz: 

„Sie bilden die Musik nicht ab, sie sind auf sehr sinnliche Art und Weise selbst Musik. Der Bildraum vibriert durch die feinen Schwingungen, die die auslösende Musik in Bewegung gesetzt hat. Die Bilder leuchten von innen heraus.“

## Ausstellungen
- 1987 – Städtische Kunstsammlung Eschweiler
- 1988 – Aula Carolina, Aachen – Galerie Signature, Maastricht, Niederlande
- 1989 – Osteuropäisches Kulturzentrum IGNIS, Köln
- 1990 – Städtische Galerie Wattrelos, Lille, Frankreich
- 1990 – Galerie Kunstring, Sankt Vith; Château d’Aigremont, Awirs (beide Belgien)[2]
- 1990 – Ausstellungshalle alpha, Alsdorf[3]
- 1991 – Gewandhaus in Zusammenarbeit mit Kurt Masur, Leipzig
- 1991 – Begleitausstellung zum Internationalen Festival für Neue Musik, Heidelberg
- 1992 – Deutsch-Japanisches Zentrum, Berlin; Galerie Tsubaki, Tokio; Galerie Toto Superspace, Tokio
- 1992 – Galerie Fettweis, Spa, Belgien; Galerie Villa Rolandseck, Remagen
- 1993 – Strathclyde Arts Center, Stevenson Hall, Glasgow, Schottland – Begleitausstellung zum Musica Rara Festival Erfurt
- 1994 – Galerie Steingraeber, Bayreuth
- 1994 – Galerie Maulberger, Rottach-Egern[4]
- 1995 – Stadtmuseum München – Museum Altes Kurhaus Aachen
- 1996 – Galerie im Haus Dacheröden, Erfurt – Galerie Nilius, Köln
- 1997 – Neue Synagoge, Aachen; Espace de Nesle, Paris
- 1998 – Tonhalle Düsseldorf
- 1999 – Ludwig Forum für Internationale Kunst Aachen; Galerie Maulberger, München; Ausstellungshalle Kleine Synagoge, Erfurt
- 2000 – Rathaus Landshut – Arithmeum Bonn (Beethovenfest)
- 2000 – Schloss Velbert (mit dem Kammerensemble Portrais von Bernd Hänschke und Michael Denhoff)
- 2002 – Galerie Aphold, Basel, Schweiz
- 2003 – Galerie Art Selection, Zürich
- 2004 – Universität Zürich: Farblichtmusik im 20. und 21. Jahrhundert
- 2005 – Galerie Aphold, Basel, Schweiz
- 2006 und 2007 – Suermondt-Ludwig-Museum, Aachen
- 2009 – Galerie Perplies, Aachen[5]
- 2013 – Galerie einmalich, Roetgen b. Aachen
- 2017 – Flüsterklings Welt, Gruppenausstellung in der Galerie Skulpturale, Lindau
- 2019 – Kollegen, Gruppenausstellung in der Galerie Skulpturale, Lindau
- 2021 – SpurSpürenSpur – Hans-Werner Berretz / Ausstellung anlässlich des 70. Geburtstags in der Galerie Skulpturale, Lindau